# Greggmar Swift
Greggmar Swift (né le 16 février 1991 à Bridgetown) est un athlète de la Barbade, spécialiste du 110 m haies.
Étudiant à l'université d'État de l'Indiana, il participe aux Jeux olympiques de Londres en 2012. Son record est de 13 s 33 obtenu sur son île natale en juin 2015, record qu'il porte à 13 s 28 (+ 0,8 m/s) le 24 juillet 2015 à Toronto.